# Jan z Předboře (syn Jana)
Jan z Předboře († 1581) byl vladyka z Předboře u Chotěboře. Jeho matka byla Kateřina z Pašiněvsi. 
Vlastnil po otci Studenec, Zubří s vesnicemi a 17 dalších vesnic.
Roku 1581 zemřel, jeho majetek získala manželka Anna Haugvicová z Biskupic.